# St. Pankraz (Austria)
St. Pankraz, Sankt Pankraz – gmina w Austrii, w kraju związkowym Górna Austria, w powiecie Kirchdorf an der Krems. Liczy 340 mieszkańców.